# Liste der Baudenkmäler in Töpen
Auf dieser Seite sind die Baudenkmäler in der oberfränkischen Gemeinde Töpen zusammengestellt. Diese Tabelle ist eine Teilliste der Liste der Baudenkmäler in Bayern. Grundlage ist die Bayerische Denkmalliste, die auf Basis des Bayerischen Denkmalschutzgesetzes vom 1. Oktober 1973 erstmals erstellt wurde und seither durch das Bayerische Landesamt für Denkmalpflege geführt wird. Die folgenden Angaben ersetzen nicht die rechtsverbindliche Auskunft der Denkmalschutzbehörde.
 Diese Liste gibt den Fortschreibungsstand vom 19. August 2014 wieder und enthält 10 Baudenkmäler.

## Baudenkmäler nach Gemeindeteilen

### Fattigsmühle
| Lage                | Objekt | Beschreibung                                                                                    | Akten-Nr.    | Bild           |
| ------------------- | ------ | ----------------------------------------------------------------------------------------------- | ------------ | -------------- |
| Isaar 34 (Standort) | Mühle  | Breitgelagerter zweigeschossiger Satteldachbau, Fachwerkobergeschoss, Giebel verschiefert, 1677 | D-4-75-181-5 | weitere Bilder |

### Isaar
| Lage                | Objekt                                       | Beschreibung                                                                 | Akten-Nr.    | Bild           |
| ------------------- | -------------------------------------------- | ---------------------------------------------------------------------------- | ------------ | -------------- |
| Isaar 22 (Standort) | Wirtschaftshof eines ehemaligen Rittersitzes | Vierseitanlage: Wohn- und Stallbau, 17./18. Jahrhundert                      | D-4-75-181-7 | BW             |
| Isaar 36 (Standort) | Pfarrkirche Isaar                            | Saalbau mit Chorturm, 1749, über spätmittelalterlichem Kern; mit Ausstattung | D-4-75-181-6 | weitere Bilder |

### Mödlareuth
| Lage                    | Objekt     | Beschreibung                                                                 | Akten-Nr.    | Bild |
| ----------------------- | ---------- | ---------------------------------------------------------------------------- | ------------ | ---- |
| Mödlareuth 8 (Standort) | Wohnhaus   | Zweigeschossiger Satteldachbau mit Tür- und Fenstergewänden, 19. Jahrhundert | D-4-75-181-8 | BW   |
| Mödlareuth 8 (Standort) | Türrahmung | 18. Jahrhundert                                                              | D-4-75-181-8 | BW   |

### Obertiefendorf
| Lage                    | Objekt        | Beschreibung                                              | Akten-Nr.    | Bild          |
| ----------------------- | ------------- | --------------------------------------------------------- | ------------ | ------------- |
| Tiefendorf 5 (Standort) | Frackdachhaus | Erdgeschoss massiv, Fachwerkobergeschoss, 18. Jahrhundert | D-4-75-181-9 | Frackdachhaus |

### Töpen
| Lage                                            | Objekt                                               | Beschreibung                                                                                                  | Akten-Nr.     | Bild                                    |
| ----------------------------------------------- | ---------------------------------------------------- | --- | ------------- | --------------------------------------- |
| Bergla, Isaarer Straße, Töpener Bach (Standort) | Einjochige Brücke über den Töpener Bach              | Bruchstein, bezeichnet „1843“                                                                                 | D-4-75-181-10 | Einjochige Brücke über den Töpener Bach |
| Kirchstraße 3 (Standort)                        | Pfarrhaus                                            | Zweigeschossiger Walmdachbau, 1750                                                                            | D-4-75-181-1  | weitere Bilder                          |
| Kirchstraße 5 (Standort)                        | Evangelisch-lutherische Pfarrkirche Sankt Martin     | Saalkirche mit eingezogenem Chor und Westturm, im Kern spätmittelalterlich, umgebaut 1712–13, mit Ausstattung | D-4-75-181-2  | weitere Bilder                          |
| Kirchstraße 6 (Standort)                        | Gasthof zum Schwarzen Roß                            | Zweigeschossiger Walmdachbau mit Zwerchhaus, verputztes Fachwerkobergeschoss, 18. Jahrhundert                 | D-4-75-181-3  | weitere Bilder                          |
| Kirchstraße 6 (Standort)                        | Gasthof zum Schwarzen Roß, Stall- und Scheunenflügel | Mit Frackdach                                                                                                 | D-4-75-181-3  | weitere Bilder                          |
| Schleizer Straße 17 (Standort)                  | Ehemaliges Haus der Herren von Zedtwitz              | Zweigeschossiges Gebäude mit Krüppelwalmdach, 18. Jahrhundert                                                 | D-4-75-181-4  | weitere Bilder                          |